# Куллавере
Куллавере( ест. Kullavere jõgi) (у пригирловій частині — Омеду (ест. Omedu jõgi) — річка в Естонії, у Йиґевамаа повіті.

## Опис
Довжина річки 59,1  км, найкоротша відстань між витоком і гирлом — 23,75 км, коефіцієнт звивистості річки — 2,49. Площа басейну водозбору 629,3 км².

## Розташування
Річка бере початок у селі Садала. Спочатку тече переважно на південний схід через села Ваіату, Тиіквере, Туулавера, Вооре. У селу Вассевере річка повертає на північний схід, тече через Вейа, Нимме, Метсакюла, Кассіку. У селі Омеду впадає у північно-західну частину Чудсько-Псковського озера.
Притоки: Маісту ойя, Туулавере ойя, Тараквере (ліві); Карусілпа ойя, Імуквере ойя, Кяяпа, Люматі ойя (праві).
У селі Вооре річку перетинає автошлях 133 (Паламусе — Веіа — Отса).

## Цікаві факти
- Річка протікає через озеро Ваату (ест. Vaiatu järv).
- У селі Вооре на півому березі річки розташований Меморіал департованих (ест. Mälestusmärk küüditatutele).